# Trattato di Vilnius (1561)
Il trattato di Vilnius (da non confondersi con il primo trattato omonimo) fu siglato il 28 novembre del 1561 a Vilnius, allora capitale del Granducato di Lituania, fra l'Ordine livoniano e la Lituania.
Esito del trattato fu la sottomissione (Pacta subjectonis) della parte della Livonia non appartenente alla Svezia ed alla Danimarca (ad eccezione della città di Riga) a Sigismondo II Augusto, re di Polonia e granduca di Lituania. In cambio, il granduca si assunse il compito di proteggere il territorio dalla minaccia russa, nonché a garantire speciali privilegi alla nobiltà locale.
A seguito del trattato venne creato il Ducato di Curlandia e Semigallia, stato vassallo del Granducato di Lituania, e le terre appartenenti all'Ordine vennero definitivamente secolarizzate, passaggio questo che si può a buon diritto considerare come l'"atto finale" della transizione dal Medioevo all'età moderna in Livonia.

## Premesse e contesto storico

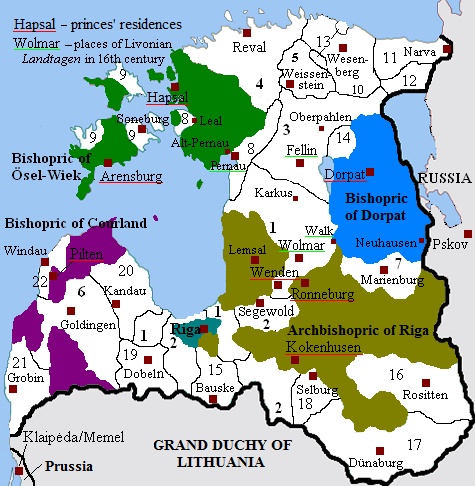
I territori della Confederazione Livoniana nel 1534, alla vigilia della guerra con la Russia

Nel 1513 il gran maestro dell'Ordine livoniano Wolter von Plettenberg aveva rotto l'unione fino ad allora esistente fra l'Ordine e i Cavalieri Teutonici, separando definitivamente i destini dei territori da essi controllati. Mentre infatti la secolarizzazione dell'Ordine teutonico aveva portato alla creazione del Ducato di Prussia, posto sotto tutela del Regno di Polonia già nel 1525, la Confederazione Livoniana era riuscita a conservare la propria autonomia.
Nonostante ciò, la Confederazione attraversò verso la metà del secolo una fase di acuta conflittualità interna, causata dallo scontro fra due distinte fazioni, una favorevole ad un riavvicinamento con la Polonia e la Lituania, l'altra contraria a questo orientamento politico. Dopo il 1556 la fazione "polacco-lituana" prese gradualmente il sopravvento, e già nel 1557 fu siglato il trattato di Pozvol, in virtù del quale l'Ordine si garantì la protezione del granduca Sigismondo II Augusto contro le mire espansionistiche dello Zar Ivan IV di Russia, che saranno la causa della guerra di Livonia nel 1558.
Il conflitto con la Russia, nel frattempo, stava andando assai male: nello stesso anno 1558 le armate zariste occuparono Dorpat, annettendo il territorio dell'omonimo vescovato. Gotthard Kettler, gran maestro dell'Ordine Livoniano, prese così la decisione di affidare le terre della Confederazione Livoniana alla protezione del re di Polonia Sigismondo II Augusto, siglando il 31 agosto del 1559 il trattato di Vilnius, che garantiva all'Ordine l'appoggio di potente alleato nella guerra contro la Russia. Nonostante il sostegno militare del potente vicino, le armate dell'Ordine subirono una decisiva sconfitta nella battaglia di Ergeme (1560), il che aprì definitivamente le porte alla Russia per l'invasione e l'occupazione della Livonia.
La Confederazione si avviava ormai al tramonto: nel 1560 Johann von Münchhausen vendette il vescovato-principato di Ösel-Wiek a Magnus, fratello del re danese Federico II. L'anno successivo fu la parte settentrionale dell'Estonia a sottomettersi alla Svezia. Anche la città di Riga approfittò della situazione per riaffermare la propria indipendenza e divenne una città libera dell'Impero. Ciò che rimase dell'Ordine Livoniano prese dunque la decisione di secolarizzare i propri domini e di sottomettersi formalmente a Sigismondo II Augusto, in modo da assicurarsene definitivamente la protezione contro la Russia.

## Il trattato
Siglando l'accordo, la nobiltà livoniana dichiarò di accettare la superiorità polacco-lituana (Pacta Subiectionis); in cambio, il granduca Sigismondo II accettò di elargire ai nobili speciali privilegi (Privilegium Sigismundi Augusti), fra i quali la libertà di professare il culto protestante (così come codificato dalla Confessione di Augusta), la concessione dell'Indigenato (ossia dei pieni diritti nobiliari) e la garanzia di rispettare la tradizionale amministrazione e giurisdizione della classe dominante di origine tedesca nelle terre della Livonia.
Sul piano territoriale, venne stabilito che le terre della dissolta Confederazione poste a sud della Daugava, vale a dire le regioni della Curlandia, della Semgallia e della Selonia, venissero fuse in una nuova unità statale. Nacque così il Ducato di Curlandia e Semigallia, di cui Gotthard Kettler fu nominato primo duca. Analogamente a quanto fatto con la Prussia (trattato di Cracovia del 1525), il Ducato venne dichiarato feudo ereditario del Granducato di Lituania, e in seguito della corona polacca.
La parte della Confederazione posta a nord della Daugava divenne il Ducato di Livonia (Livonia transdunensis), posta sotto il controllo diretto di Sigismondo II Augusto, con Kettler nel ruolo di "amministratore reale" del Granduca sul territorio.  Dal neonato ducato vennero comunque esclusi quei territori che, sebbene una volta appartenenti all'Ordine, si erano ormai svincolati dal suo effettivo controllo: era il caso della città di Riga, che si era dichiarata città libera dell'Impero, oltre che della parte settentrionale dell'Estonia, sotto protezione svedese e dell'isola di Ösel, ormai ceduta alla Danimarca.

## Conseguenze del trattato

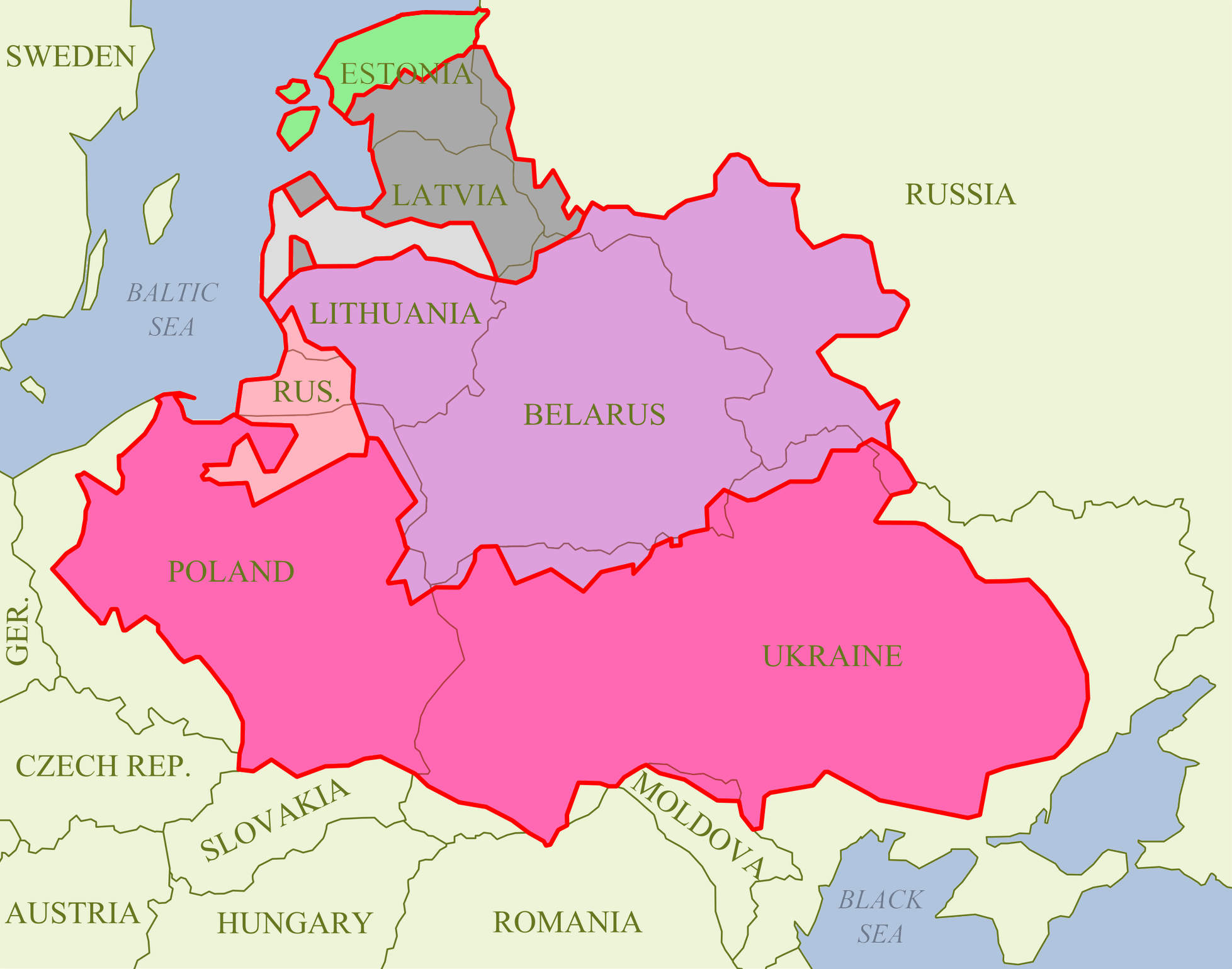
L'estensione della Confederazione polacco-lituana dopo il trattato (sovrapposti ai confini attuali): il Ducato di Livonia in grigio scuro, il Ducato di Curlandia e Semigallia in grigio chiaro, il Granducato di Lituania in viola, il Regno di Polonia in fucsia, l'Estonia svedese e l'isola di Øsel (sotto controllo danese) in verde.

L'accordo diede al Ducato di Curlandia e Semigallia un ordinamento politico stabile; esso durerà senza sostanziali modifiche fino al 1617, anno nel quale l'approvazione della Formula regiminis e degli Statuta Curlandiae garantiranno maggiori poteri alla classe nobiliare, a scapito di quelli del duca. Oltre a ciò, portò all'insediamento della casata dei Kettler sul trono di Curlandia. I discendenti maschi del primo duca Gotthard resteranno alla guida del piccolo stato fino al 1737.
Ben diverso fu il destino dei territori posti a nord della Daugava. Nel 1566 infatti, a seguito dell'Unione di Grodno, il Ducato di Livonia divennero parte integrante del Granducato di Lituania. Dopo essere passata sotto il dominio congiunto polacco-lituano a seguito dell'Unione di Lublino del 1569, la regione subì l'occupazione da parte della Russia tra il 1572 e il 1577, e solo dopo la vittoria delle forze polacco-svedesi a Wenden (1578), che pose termine alla guerra di Livonia, Stefano I Báthory, il successore di Sigismondo II Augusto, riuscì ad assumerne nuovamente il pieno controllo.
Il nuovo re di Polonia tuttavia impose sostanziali modifiche all'assetto statutario del Ducato di Livonia. Nel 1582 abolì il Privilegium Sigismundi Augusti, sostituendolo con le Constitutiones Livoniae, che introdusse gradualmente nella regione la suddivisione in voivodati e rimpiazzò il tradizionale predominio dell'etnia di origine tedesca, cui si sostituirà quella polacca. Sotto il regno di Stefano I inoltre, il Ducato di Livonia venne investita dalla controriforma cattolica: ai luterani venne proibito di pregare in estone, lettone, lituano e russo, mentre ai documenti cattolici fu permessa la pubblicazione in queste lingue, al tempo le più diffuse nella regione; oltre a ciò, numerosi possedimenti furono confiscati ai loro proprietari di fede protestante, e trasferiti dal re alla chiesa cattolica locale.
Questi cambiamenti ebbero come conseguenza quella di aumentare il malcontento della nobiltà di stirpe tedesca, che iniziò a nutrire simpatie sempre più marcate verso la Svezia. Quando nel 1600 il re Sigismondo III Vasa tentò di annettere al Ducato di Livonia i territori dell'Estonia Svedese (protestanti), i nobili locali chiesero protezione a Carlo IX, allora duca di Södermanland e futuro re di Svezia. Carlo IX, e più tardi il suo successore Gustavo Adolfo, stabiliranno definitivamente il dominio svedese sulla Livonia, incoprorata nei domini della monarchia scandinava, nel 1621.
Il governo svedese abolì la controriforma, e concesse alla nobiltà privilegi che ricalcavano quelli concessi dal Privilegium Sigismundi Augusti del 1561. Tali concessioni saranno in seguito confermate anche dal trattato di Nystad, che nel 1721 stabilirà, a seguito della sconfitta svedese nella grande guerra del Nord, il passaggio della vecchia Livonia Transdunensis (con l'eccezione della Letgallia, che resterà sotto controllo polacco-lituano) sotto il dominio dell'Impero russo.